# Back from the Dead (Last Dinosaurs)
Back from the Dead is de eerste ep van de Australische indierockband Last Dinosaurs. De ep werd op 26 februari 2010 uitgegeven onder het label Dew Process.

## Tracklist
| Nr.           | Titel                                  | Duur  |
| ------------- | -------------------------------------- | ----- |
| 1.            | "Honolulu"                             | 4:01  |
| 2.            | "As Far As You're Concerned"           | 3:39  |
| 3.            | "Saturn"                               | 3:20  |
| 4.            | "Alps"                                 | 3:07  |
| 5.            | "As Far As You're Concerned (Reprise)" | 2:05  |
| Totale duur:  | Totale duur:                           | 16:12 |
| iTunes-versie |                                        |       |
| 6.            | "School Is So Easy"                    | 2:08  |
| Totale duur:  | Totale duur:                           | 18:20 |